# Palais de Sanssouci
Cet article concerne le palais de Sanssouci en Allemagne. Pour le palais Sans Souci en Haïti, voir Palais Sans Souci.
Ne doit pas être confondu avec Château de Sans-Souci.
Le palais de Sanssouci ou Sans-Souci (en allemand : Schloss Sanssouci) est l'ancien palais d'été du roi de Prusse Frédéric II (dit Frédéric le Grand). Il est situé à Potsdam, dans le Land du Brandebourg, à vingt-six kilomètres au sud-ouest de Berlin. Il fut bâti entre 1745 et 1747 par l'architecte Georg Wenzeslaus von Knobelsdorff dans un style issu du rococo, que l'on nomme rococo frédéricien. Il est également renommé pour ses fabriques, ses jardins et les autres extravagances du parc de Sanssouci, attenant à l'édifice.

## Histoire
Réalisé par Georg Wenzeslaus von Knobelsdorff entre 1745 et 1747, Sanssouci répondait au besoin qu'avait Frédéric II d'une résidence privée où se détendre, loin des solennités de la cour berlinoise. Le « palais », pour cette raison, s'apparente en réalité davantage à une grosse villa, et son véritable équivalent en France est le château de Marly. Le roi y réunissait ses proches — il y reçut Voltaire — et la conversation se faisait uniquement en français, pour des repas en petit comité, des tabagies, ou des concerts quotidiens privés où le roi se mettait souvent à la flûte. Le bâtiment de dix pièces s'étend sur un seul niveau, au sommet d'une colline en terrasses et au centre du parc. Les goûts personnels du roi ont eu une telle influence sur la conception et la décoration du palais que l'on parle parfois de « rococo frédéricien ». Frédéric lui-même considérait l'endroit si lié à sa propre personne qu'il le voyait comme « un lieu qui mourrait avec lui ».
Au XIXe siècle, le palais devint la résidence du roi Frédéric-Guillaume IV. Ce dernier engagea l'architecte Ludwig Persius pour agrandir l'édifice, tandis que Ferdinand von Arnim fut chargé d'embellir les environs afin d'offrir un meilleur panorama depuis le palais. Après la Seconde Guerre mondiale, le palais devint une attraction touristique en République démocratique allemande. Le gouvernement est-allemand, sensible à la valeur historique du site, fit le choix de le garder en l'état et de l'entretenir. À la suite de la réunification allemande, la dernière volonté de Frédéric le Grand put enfin être accomplie : son corps ramené du château de Hohenzollern dans le Jura souabe (le berceau de sa dynastie) fut inhumé « sans splendeur, sans pompe et de nuit… » en ce lieu tant aimé et y trouva une nouvelle tombe. Sanssouci et ses vastes jardins furent inscrits au patrimoine mondial de l'UNESCO en 1990 au sein des châteaux et parcs de Potsdam et Berlin (de). Les palais impériaux des alentours de Berlin sont aujourd'hui visités par plus de deux millions de personnes tous les ans.

## La conception du château

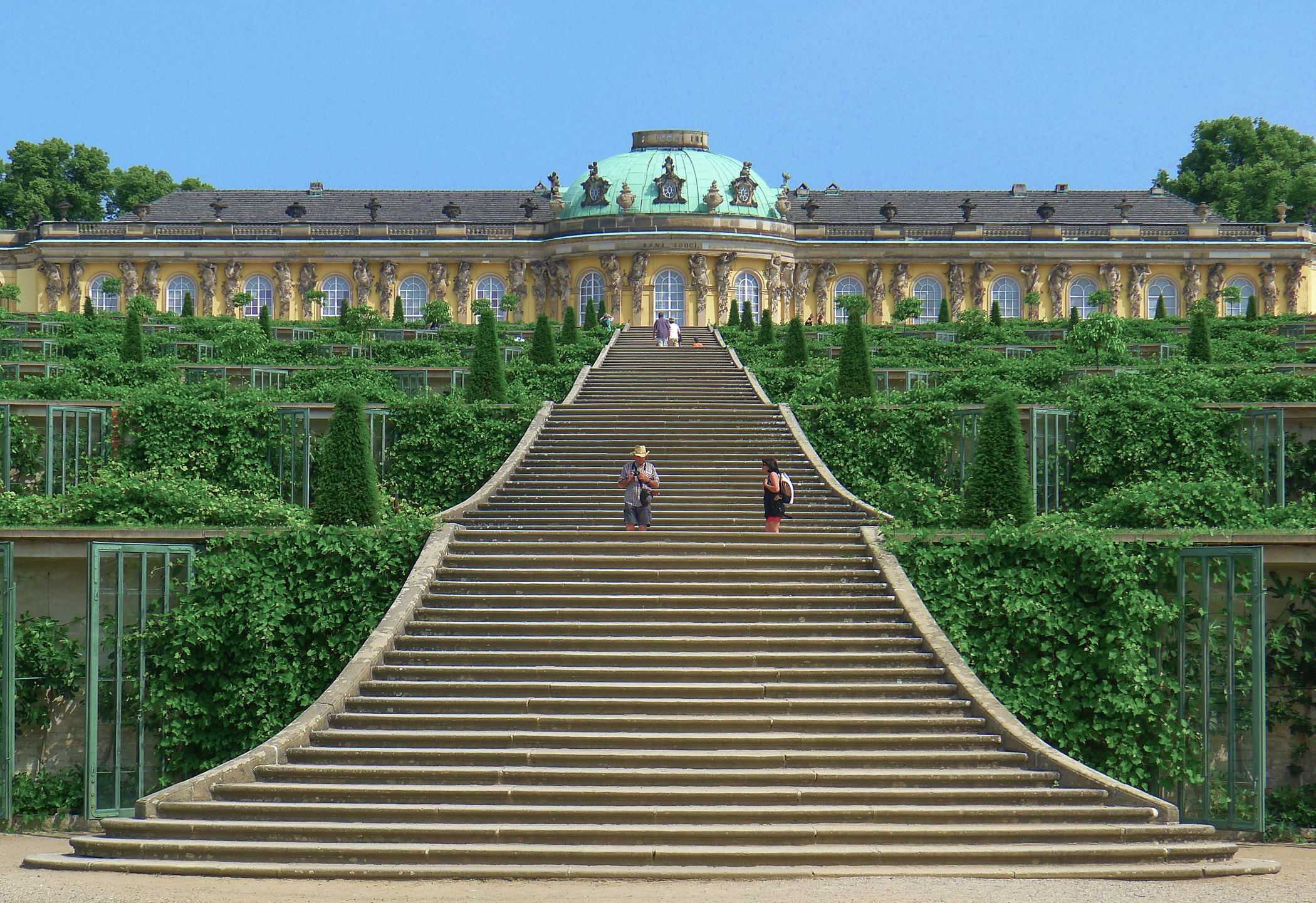
Vue générale du château au sommet de terrasses de vignes

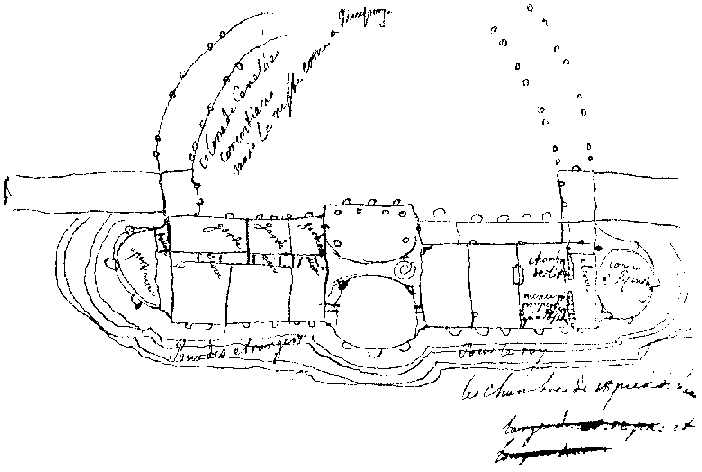
Croquis du plan du palais de Sanssouci par Frédéric le Grand.

L'emplacement et la disposition de Sanssouci au-dessus d'un coteau de vignes reflètent l'idéal pré-romantique d'harmonie entre l'homme et la nature dans un paysage ordonné par la main du jardinier. Frédéric II n'aimait pas les jardins à l'anglaise, préférant les  jardins à la française. La viticulture, très vite, passe au second plan et cède la place aux jardins d'agrément. La colline sur laquelle Frédéric décide d'implanter son vignoble en terrasse devient l'axe central de son domaine, couronné par un château relativement modeste — mein Weinberghäuschen (« mon petit cellier »), comme Frédéric se plaît à l'appeler. Bénéficiant d'une vue panoramique sur les alentours, le roi désire résider ici « sans souci » et s'y livrer à ses passions artistiques ou personnelles. Le palais est réservé au roi et à ses proches pendant les mois d'été, de fin avril à début octobre.

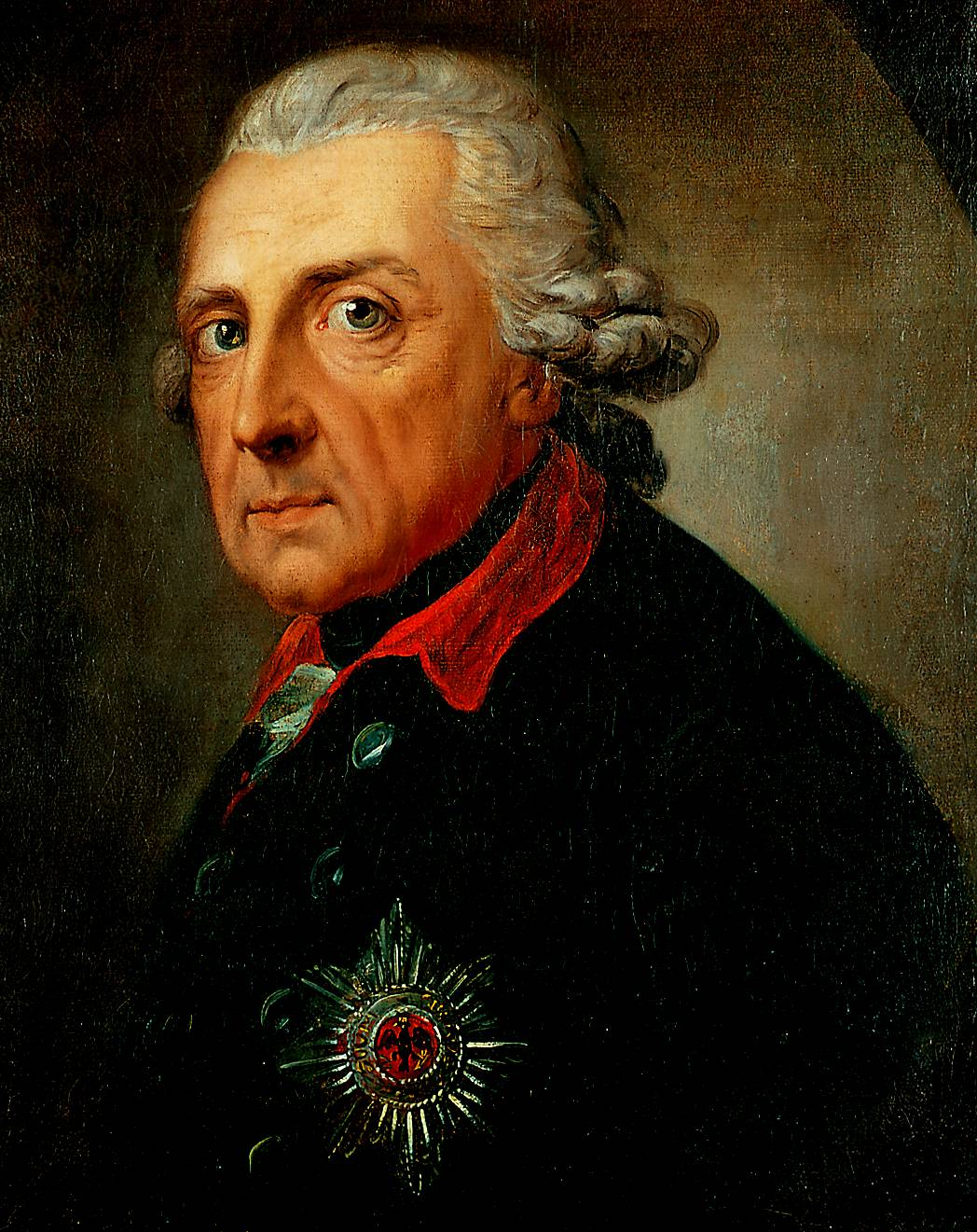
Frédéric II (roi de Prusse) (1781)

Vingt ans après l'achèvement de Sanssouci, Frédéric construit également le Nouveau Palais (Neues Palais) à l’ouest du parc. Cette construction plus ambitieuse est en contraste total avec le projet intime de Sanssouci, il s'agit alors de montrer au monde la puissance et la force de la Prusse dans le plus pur style baroque. Le dessein est d'affirmer que le pays conserve intactes ses ressources en dépit de la quasi défaite prussienne lors de guerre de Sept Ans. Frédéric le Grand ne cache pas ses intentions et parle même, au sujet de cette nouvelle construction, d'une « fanfaronnade ».
Cette conception globale, fait comparer cet ensemble palatin au château de Versailles, avec Sanssouci dans le rôle du Grand Trianon. Mais cette analogie s'arrête là. Contrairement aux Trianons, Sanssouci n'est pas conçu pour échapper aux pesanteurs du protocole et à l'omniprésence des courtisans puisqu'au moment de sa construction le « grand palais » n'existe tout simplement pas. Il est juste en revanche de concevoir ce palais comme une retraite où le souverain peut se livrer à ses menus plaisirs, sans être soumis à l'étiquette royale et sans volonté d'apparat. Contrairement aux Trianons encore, Sanssouci est conçu comme un tout.

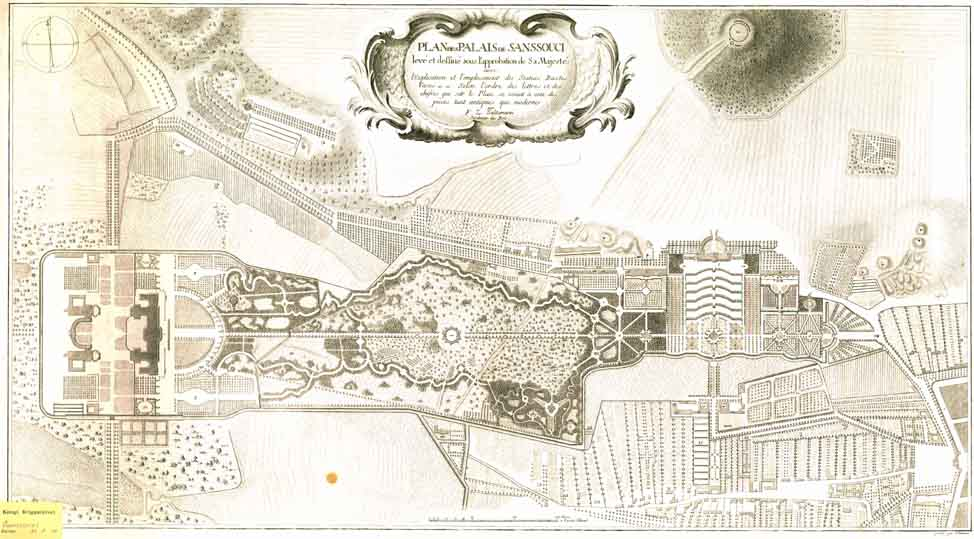
Plan du palais de Sanssouci à la fin du règne de Frédéric II. Le Nouveau Palais est sur la gauche, l'allée principale conduit vers le palais de Sanssouci qui domine les terrasses en forme d'arc. On sent l'influence des jardins anglo-chinois qui deviennent à la mode dans la conception du parc au centre du complexe palatin.

## L'architecture

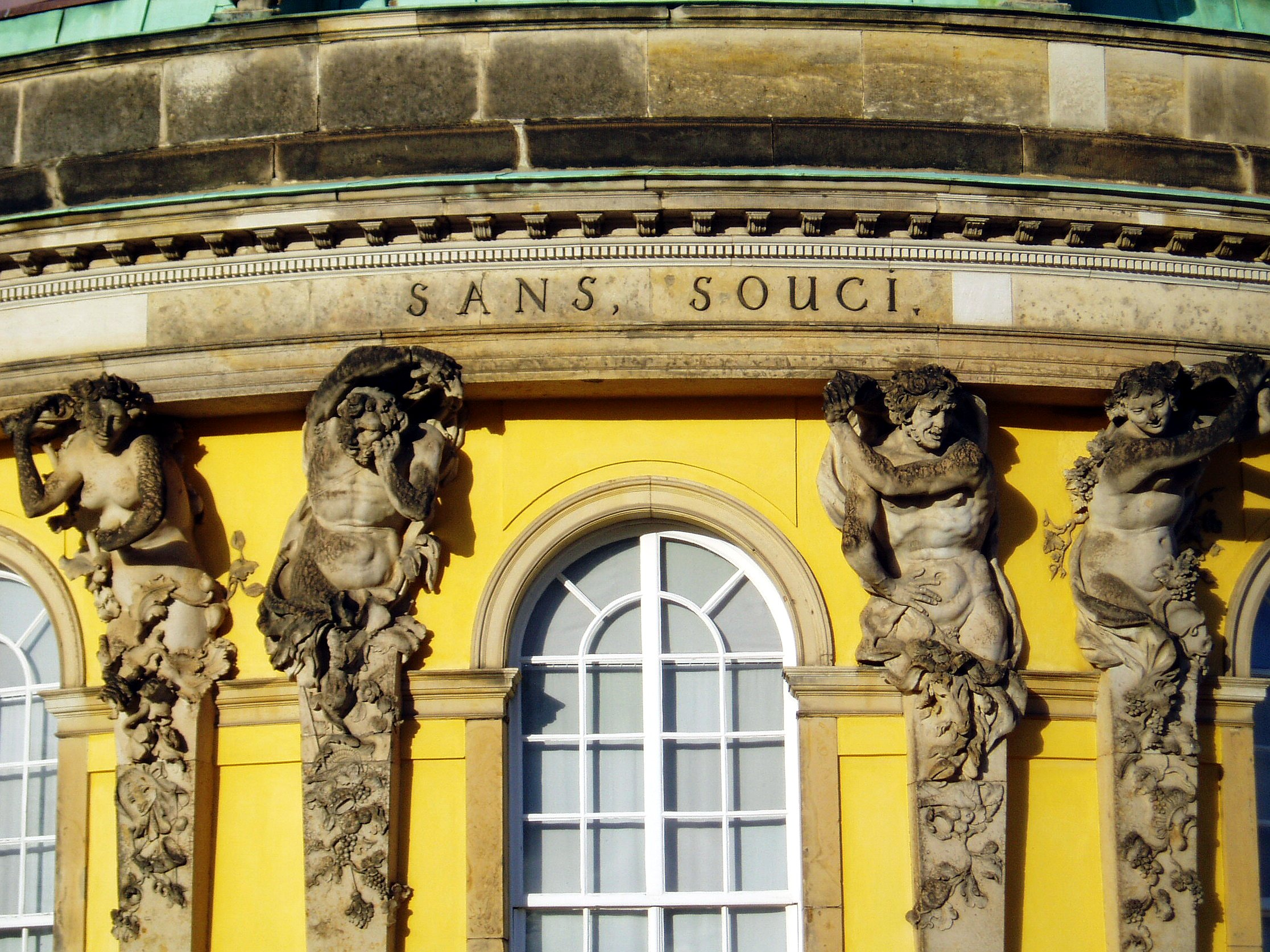
Détail des cariatides et atlantes de la façade sur le jardin

Sanssouci est petit, le corps de logis n'est qu'une enfilade de dix pièces sur un étage flanqué de deux ailes pour les communs. Le croquis de Frédéric II datant de 1745 (voir illustration ci-dessus) montre que von Knobelsdorff en est plus l'exécutant que l'architecte à part entière.
Ce n'est pas une coïncidence si Frédéric choisit le style rococo pour l'architecture de Sanssouci. Ce style léger, presque éthéré, convient parfaitement au projet de palais d'été, de résidence campagnarde et de retraite que le souverain caresse. Le style rocaille (comme il est connu en France) ou rococo est apparu au début du XVIIIe siècle et joue pour l'art baroque le rôle que le maniérisme a joué pour l’art de la Renaissance : il abandonne le sévère pour le précieux, le grandiose pour l'intime, la rigueur esthétique pour la grâce artistique, il préfère le décor à la structure. Aux peintures mythologiques succèdent les « scènes galantes », aux épopées héroïques, les romans libertins. Voltaire résume fort bien son temps en versifiant :
Oh le bon temps que ce siècle de fer
Où le superflu, chose très nécessaire,
Réunit l'un et l'autre hémisphère.
On range souvent Sanssouci parmi les principaux rivaux du château de Versailles, bien que le palais ait été réalisé dans un style rococo plus intimiste et soit par ailleurs nettement plus petit que son homologue français.
Le bâtiment occupe toute la longueur de la terrasse supérieure. La monotonie de la façade est rompue par un pavillon central arrondi dont le dôme s'élève au-dessus des toits. Sur le linteau, des lettres de bronze doré épellent le nom du palais. Les deux ailes des communs sont cachées côté jardin par des haies d'arbres qui se terminent chacun en une gloriette en treillis richement décorées d'ornements dorés.
La façade est ornée d'atlantes et de cariatides qui soutiennent le linteau, elles sont regroupées par paire entre les fenêtres. Exécutées en calcaire, ces sculptures des deux sexes représentent les Ménades (Bacchantes chez les Romains), les compagnes du dieu du vin dont les vignes en espalier, sur les terrasses en contrebas, lui sont redevables. Elles proviennent de l'atelier de Friedrich Christian Glume, qui a également réalisé les vasques sur la balustrade et les groupes de chérubins au niveau du dôme.
La façade nord contraste avec la légère exubérance de celle du sud : une colonnade semi-circulaire formée de deux rangées de colonnes d'ordre corinthien étend ses bras depuis le bâtiment principal pour accueillir le visiteur et définir les limites de la cour d'honneur. Là encore, une balustrade décorée de vasques décore le corps de logis principal.

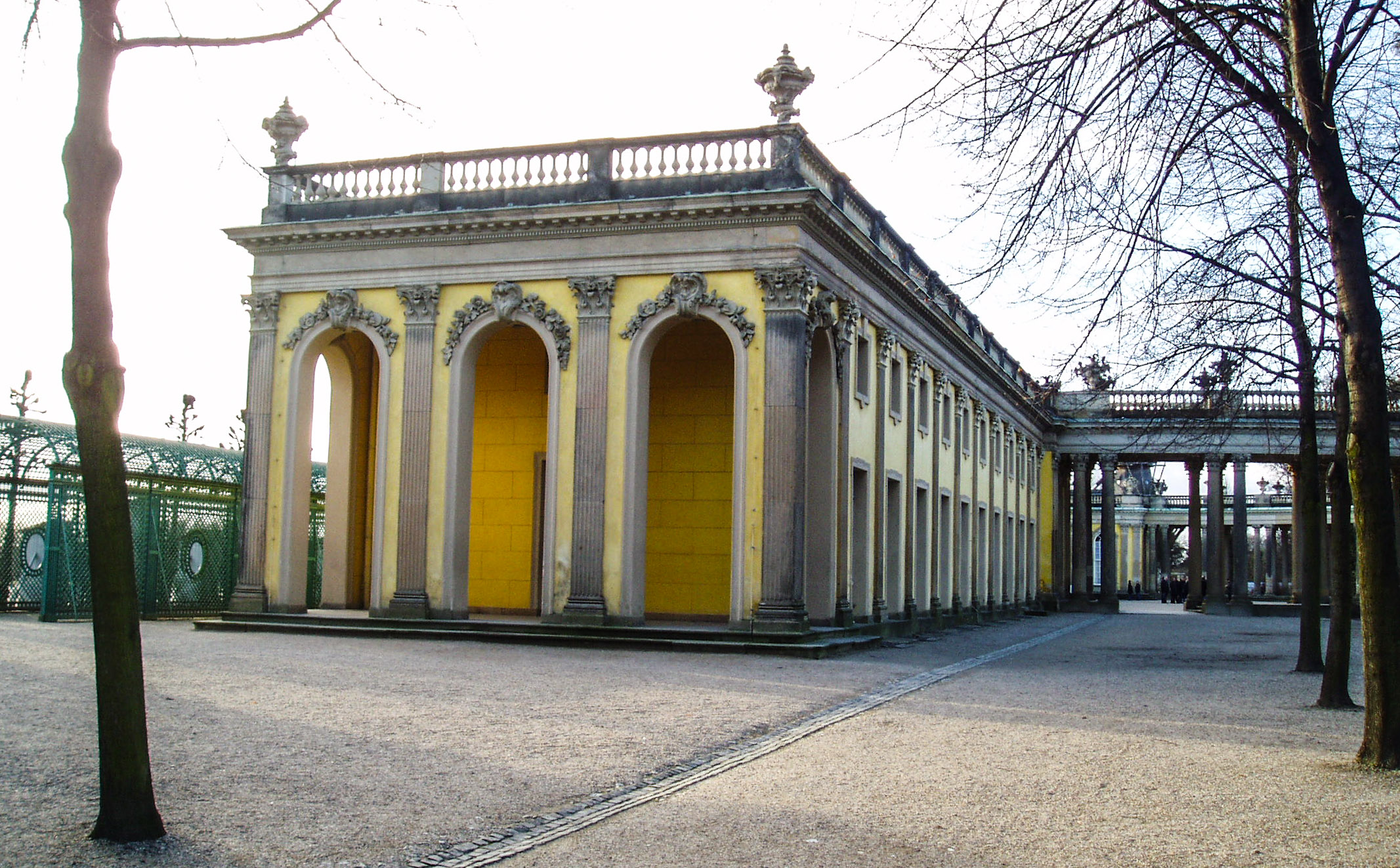
Les communs remodelés au XIXe siècle par Frédéric-Guillaume IV

Les communs, de chaque côté de celui-ci servent à héberger la domesticité d'un monarque du XVIIIe siècle même lorsqu'il s'agit de l'accompagner dans sa « retraite ». Du temps de Frédéric, ils étaient camouflés derrière des feuillages. À l'est, proches du roi, les quartiers d'habitation des secrétaires, jardiniers et serviteurs, à l'ouest la cuisine, les étables et la remise à carrosses.
Frédéric a habité Sanssouci tous les étés jusqu'à sa mort en 1786 à la suite de quoi le palais est entré en léthargie, inhabité et vide jusqu'au milieu du XIXe siècle. En 1840, 100 ans après l'accession au trône du Grand Frédéric, son petit-neveu Frédéric-Guillaume IV et sa femme déménagent dans l'aile destinée aux invités, conservant le mobilier existant et remplaçant les pièces manquantes par d'autres de l'époque de Frédéric. Ils désirent alors restaurer la chambre de Frédéric dans son état initial mais les documents authentiques et les plans manquent pour mener ce projet à bien.

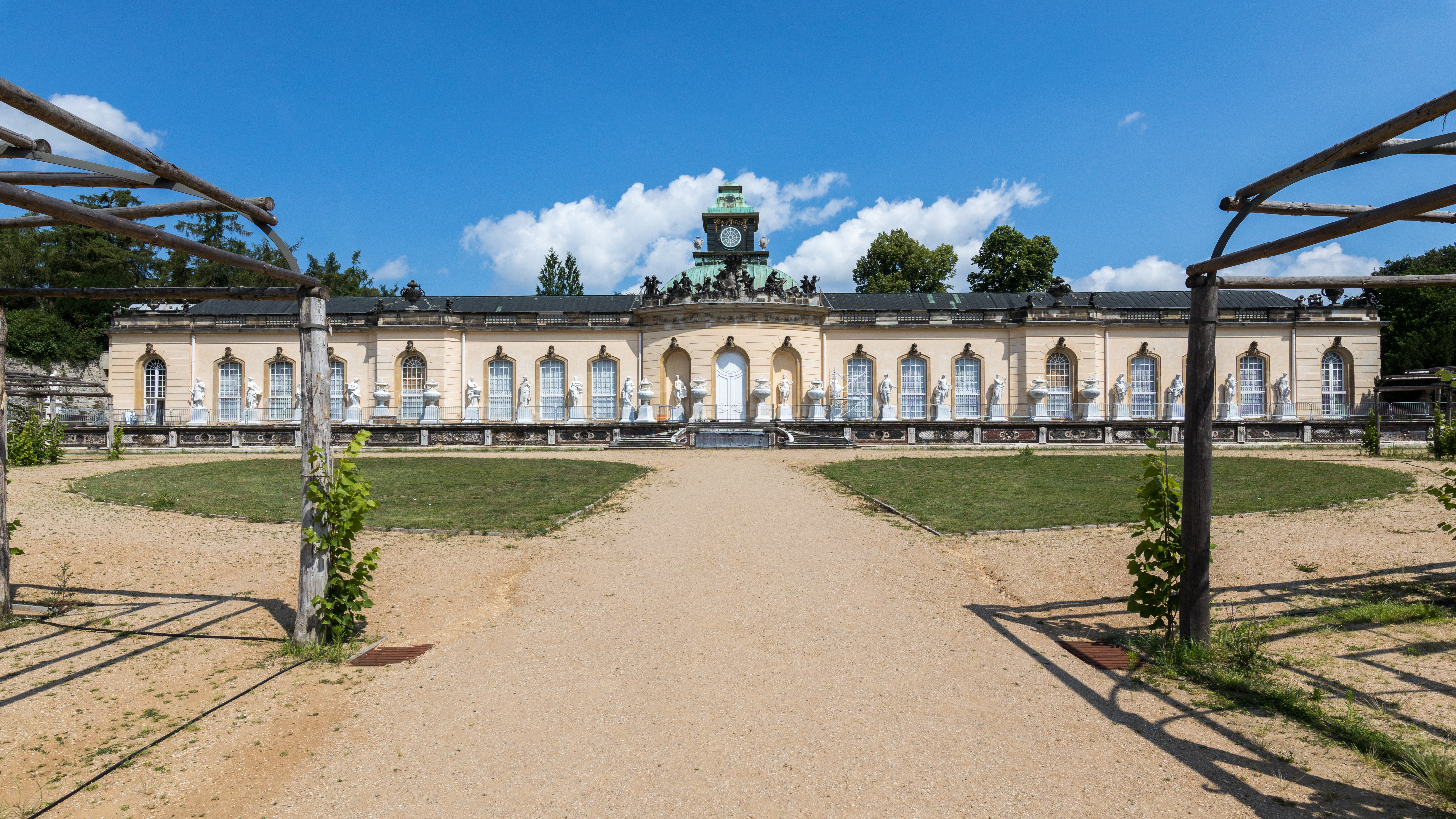
La façade sud de la galerie de peintures du palais de Sanssouci.

Entre 1840 et 1842, Frédéric-Guillaume IV transforme le palais de son grand-oncle sans souci, sans protocole et… sans femme. L'aile ouest des communs devient l'« aile des dames » et héberge les dames de compagnies de la reine de Prusse. Les chambres sont décorées de boiseries raffinées et de tapisseries précieuses. La restauration et la mise au goût du jour sont indispensables car si Frédéric aimait la modestie sans la pompe royale, la fin de sa vie est marquée par un quasi-ascétisme et il ne permit aucune réparation de la façade de ce palais qu'il voyait disparaître avec lui. L'aile est des communs, elle aussi agrandie d'un étage, accueille les cuisines alors qu'à l'étage résident les domestiques.

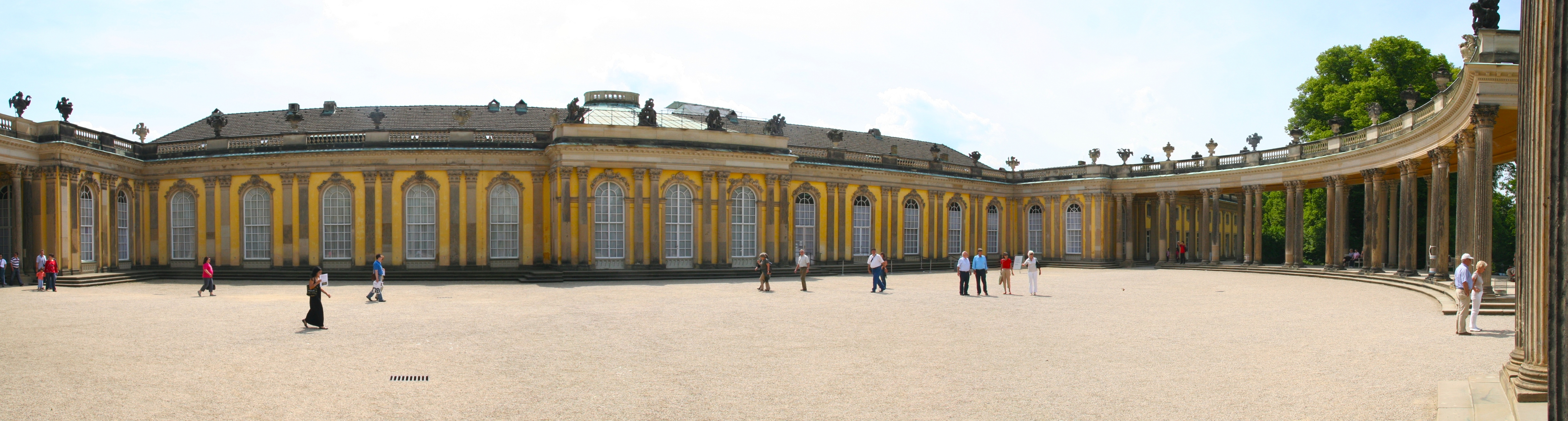
Cour intérieure du palais de Sanssouci

## Les appartements

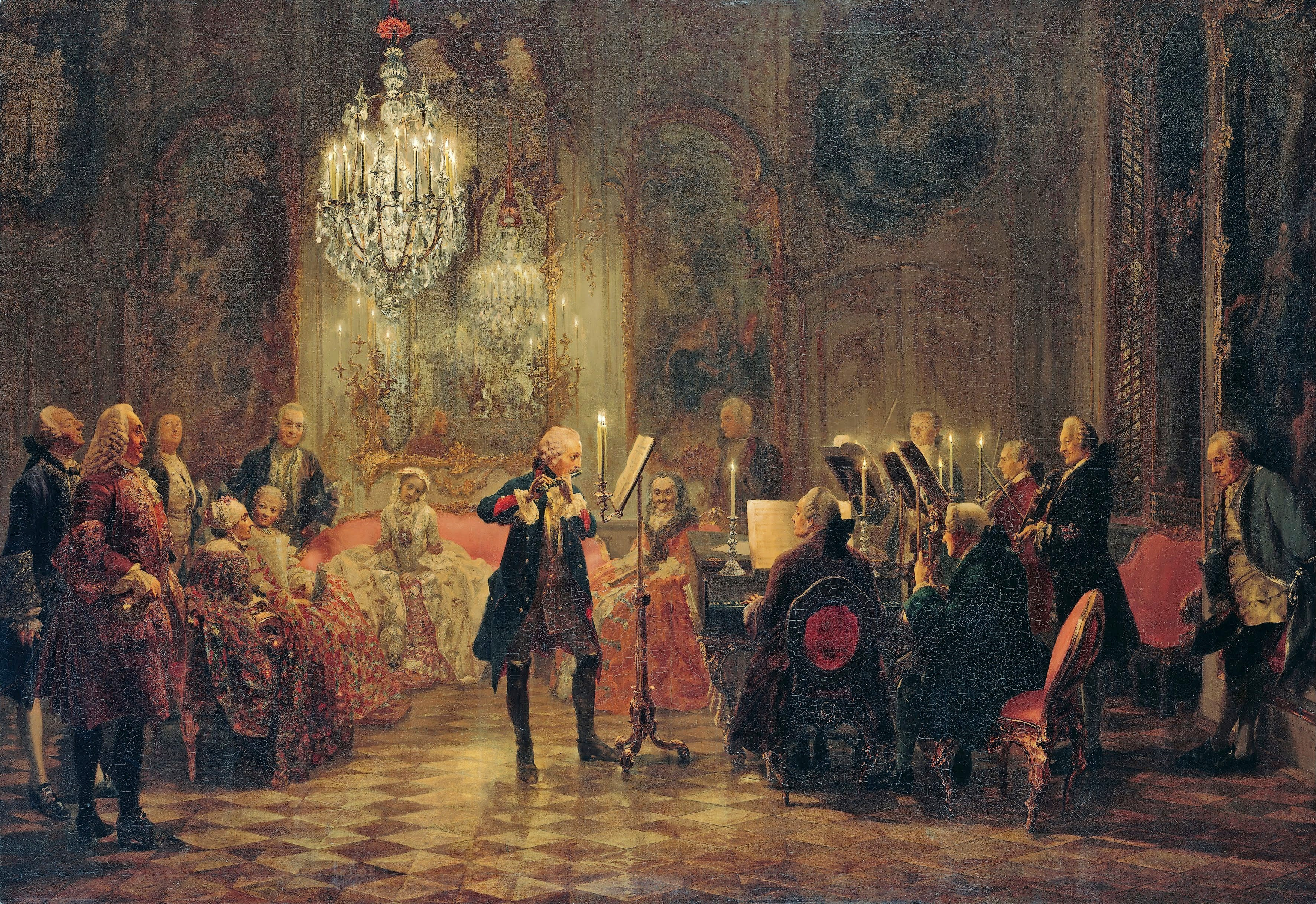
Concert de flûte de Frédéric le Grand à Sanssouci (Adolph von Menzel, 1852). Frédéric II joue de la flûte dans le salon de musique, en compagnie de son professeur de flûte (Johann Joachim Quantz) et du violoniste Franz Benda ; au clavecin Carl Philipp Emanuel Bach, à gauche, le ténor et Kapellmeister de la cour Carl Heinrich Graun et, assise devant lui, Amélie de Prusse, sœur du roi).

L'architecture baroque transfère l'étage noble du premier étage vers le rez-de-chaussée. Dans le cas de Sanssouci et sur le choix de Frédéric, ce rez-de-chaussée est par ailleurs le seul étage du corps de logis (les communs, pour leur part, en comportent deux). Le plan intègre aussi l'innovation issue de France d'une double circulation, l'une, destinée aux maîtres, se présente typiquement sous la forme de belles pièces en enfilade donnant sur le parc, l'autre que le langage du temps appelle « dégagements », est destinée aux serviteurs et se trouve sur l'arrière du bâtiment. L'enfilade des pièces nobles permet au visiteur de percevoir d'un seul coup d'œil l'étendue et la richesse des appartements et, par là-même, de son propriétaire. Les dégagements quant à eux permettent de se faire servir sans avoir à supporter la présence constante du personnel de maison.
Frédéric, outre le plan général, dessine lui-même ses desiderata pour la décoration intérieure et ses souhaits sont interprétés et réalisés par des artistes comme Johann August Nahl, les frères Hoppenhaupt, les frères Spindler et Johann Melchior Kambly (en) dans le style rococo. Si Frédéric se soucie peu de l'étiquette et de la mode, il aime en revanche à s'entourer d'objets d'art et de peintures. Il arrange ses appartements privés en fonction de ses goûts et de ses besoins en ignorant le plus souvent les courants en vogue et les modes, c'est ainsi qu'on parle de rococo frédéricien pour décrire le style qui se développe alors en Prusse sous l'impulsion du roi.
Le palais est articulé selon le schéma classique « antichambre - chambre - appartements privés », schéma où les visiteurs peuvent pénétrer plus avant dans l'édifice, et sont accueillis, en fonction de leur rang. Deux pièces servent de « zone d'accueil », la salle de marbre et le vestibule, celui-ci servant d'antichambre à celle-là qui, sous son dôme elliptique, est la pièce principale du palais ; cinq pièces vers l'ouest sont réservées aux invités du roi alors que ses appartements sont disposés à l'est. Là encore, le tout s'articule sur une subtile gradation de l’espace public vers le privé : une salle d'audience (pour toute personne), une salle de musique (les courtisans et les amis), une salle de travail (les intimes et les ministres), une chambre à coucher (la reine et les intimes), une bibliothèque dont on imagine fort bien qu'elle jouait le rôle de « boudoir », cette délicieuse invention du XVIIIe siècle, où l'on se retire pour bouder et se reposer.
On pénètre dans le palais par le vestibule où l'ordre classique de la colonnade de la cour d'honneur à l'extérieur se poursuit à l'intérieur. Les murs sont soutenus par dix paires de colonnes corinthiennes en stuc blanc aux chapiteaux dorés. Les dessus-de-porte sont ornés de reliefs représentant le mythe de Bacchus et font écho au vignoble créé à l'extérieur. Ils sont l'œuvre de Georg Franz Ebenhech. L'austère élégance est adoucie par un plafond peint par le Suédois Johann Harper représentant Flore et des génies jetant des fleurs depuis le ciel.

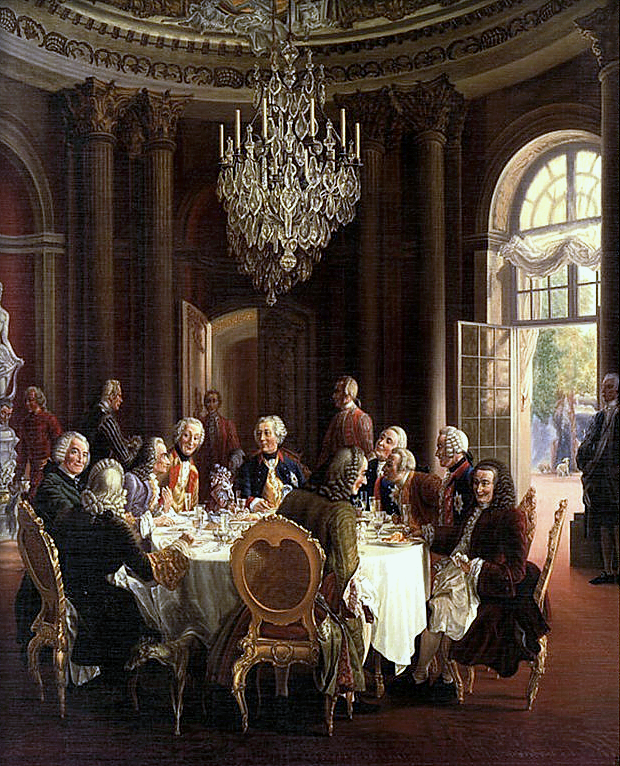
La table ronde par Adolph von Menzel. Dans la salle de marbre, on reconnaît Voltaire parmi les invités du roi.

La Marmorsaal, ou salle de marbre est la principale pièce du palais. De forme elliptique, elle retient le même système architectonique de paires de colonnes corinthiennes en stuc blanc et aux chapiteaux dorés que dans le vestibule mais elles soutiennent ici un dôme surmonté d'une coupole. La décoration des murs et des sols est en marbre de Carrare et de Silésie. Deux niches font face au parc et abritent des statues d'Uranie et d'Apollon par le Français François Gaspard Balthazar Adam rendent hommage aux dieux des arts et à la muse de l'astronomie et placent l'iconographie de Sanssouci sous l'égide des arts et de la nature. Le dôme quant à lui est orné de trophées militaires -on est en Prusse- et de putti enjoués -on est au XVIIIe siècle.
La pièce adjacente sert de salle d'audience ou de salle à manger selon les besoins. Elle est décorée de peintures françaises du XVIIIe siècle avec des œuvres de Jean-Baptiste Pater, Jean-François de Troy, Pierre-Jacques Cazes, Louis de Silvestre et Antoine Watteau. Les boiseries rococo agrémentées d'amours, de guirlandes sont l'œuvre du décorateur et sculpteur Johann Michael Hoppenhaupt, dans cette pièce comme ailleurs dans le palais où elles ont été conservées, Glume est l'auteur des dessus-de-porte sculptés représentant des livres et des fleurs.

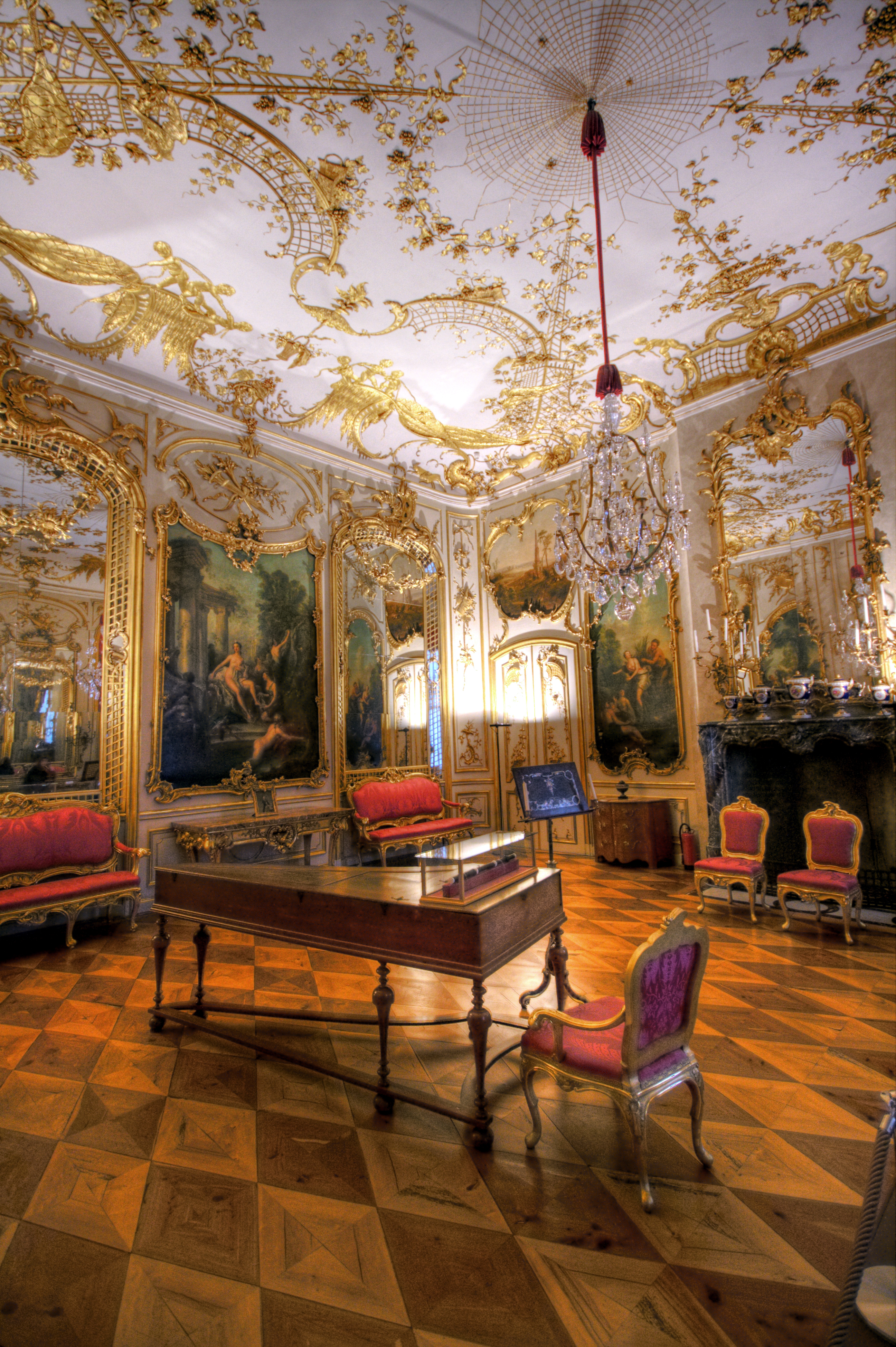
La salle de musique

La salle de musique est considérée comme un chef-d’œuvre du rococo allemand. Des toiles d’Antoine Pesne sur le thème des Métamorphoses d'Ovide alternent avec de grands miroirs entre les boiseries à palmettes et rocailles.
La salle d'étude du roi et la chambre à coucher attenante ont été refaites par Friedrich Wilhelm von Erdmannsdorff, en 1786 après la mort de Frédéric, dans un style néo-classique qui contraste avec l'atmosphère rococo de l'enfilade qui y conduit. On peut cependant y admirer le bureau sur lequel Frédéric travailla et le fauteuil dans lequel il mourut et qui ont été rapportés ici au milieu du XIXe siècle en même temps que d'autres portraits et peintures qui faisaient l'agrément du roi.
La bibliothèque circulaire n'est accessible que par un petit couloir depuis la chambre à coucher. Le simple fait qu'elle n'est pas dans l'axe de l'enfilade suffirait à comprendre son caractère intime et privé. Les boiseries en bois de cèdre rehaussées de dorures rocailles lui donnent une atmosphère de recueillement et de paix. Elle contient environ deux mille volumes d'auteurs grecs et romains (principalement centrés sur l'historiographie et la littérature du XVIIIe siècle avec une emphase toute particulière sur l'œuvre de Voltaire). Les reliures sont en maroquin rouge ou brun et richement dorées.
Au nord de cette enfilade, Frédéric a en quelque sorte « privatisé » le dégagement qui en toute logique aurait dû être réservé au service du monarque pour en faire une petite galerie de peinture et de sculpture privée. Cinq niches ornées de sculptures de déités gréco-romaines font face à cinq fenêtres et encadrent des œuvres de Nicolas Lancret, Jean-Baptiste Pater et Antoine Watteau. Collectionneur infatigable et souverain soucieux du bien-public, Frédéric ouvrira à Sanssouci, dans un bâtiment séparé, une Galerie de peintures, l'une des toutes premières en Allemagne à être accessible au public.
À l'ouest de la salle de marbre se trouvent les chambres des invités, appartements où Frédéric reçoit ses intimes. Deux d'entre eux furent assez intimes ou célèbres pour laisser leur nom aux pièces dans lesquelles ils dormirent. Le « salon Rothenburg » était fréquemment habité par le comte Rothenburg jusqu'à la mort de ce dernier en 1751 et fait pendant à la bibliothèque royale à l'autre bout du palais. Il n'est pas certain que le célèbre philosophe des Lumières a effectivement dormi dans la « chambre de Voltaire », toujours est-il qu'on a ici l'une des plus délicieuses décorations rococo qui nous soient données de voir, avec ses murs laqués de jaune, ses guirlandes de fleurs et de fruits, ses oiseaux exotiques, perroquets ou aigrettes, ses singeries qui lui donnent un caractère amène et joyeux, voulu par Frédéric qui en dessina l'essentiel et réalisé par Johann Christian Hoppenhaupt entre 1752 et 1753.

## Les jardins en terrasse
La vue panoramique sur les jardins de Sanssouci est le résultat du désir de Frédéric le Grand de créer un jardin en terrasse sur le flanc de la colline de Bornstedt précédemment déboisée par son père, le roi-sergent Frédéric-Guillaume Ier.

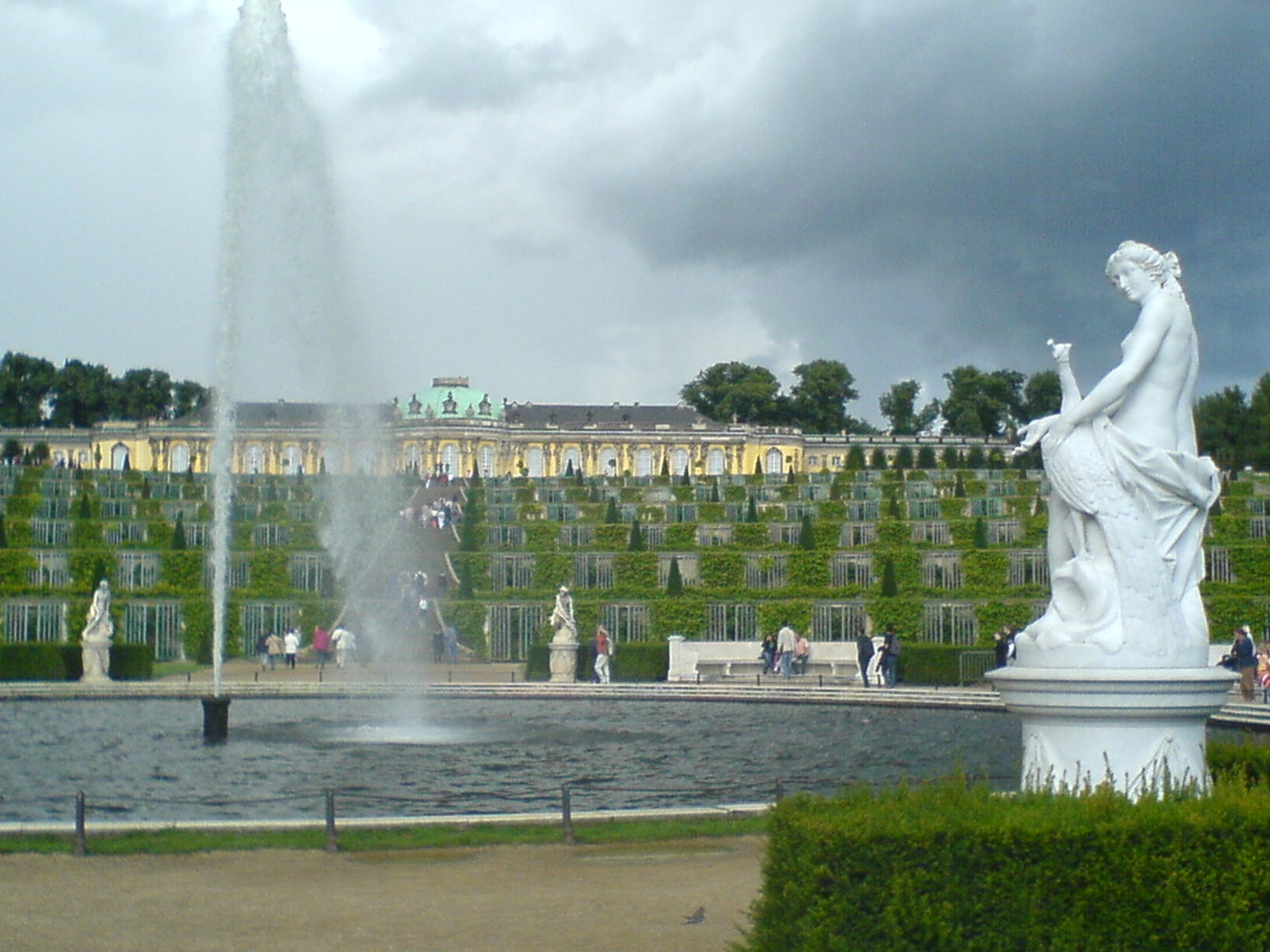
Les terrasses de vigne vues depuis la pièce d'eau centrale.
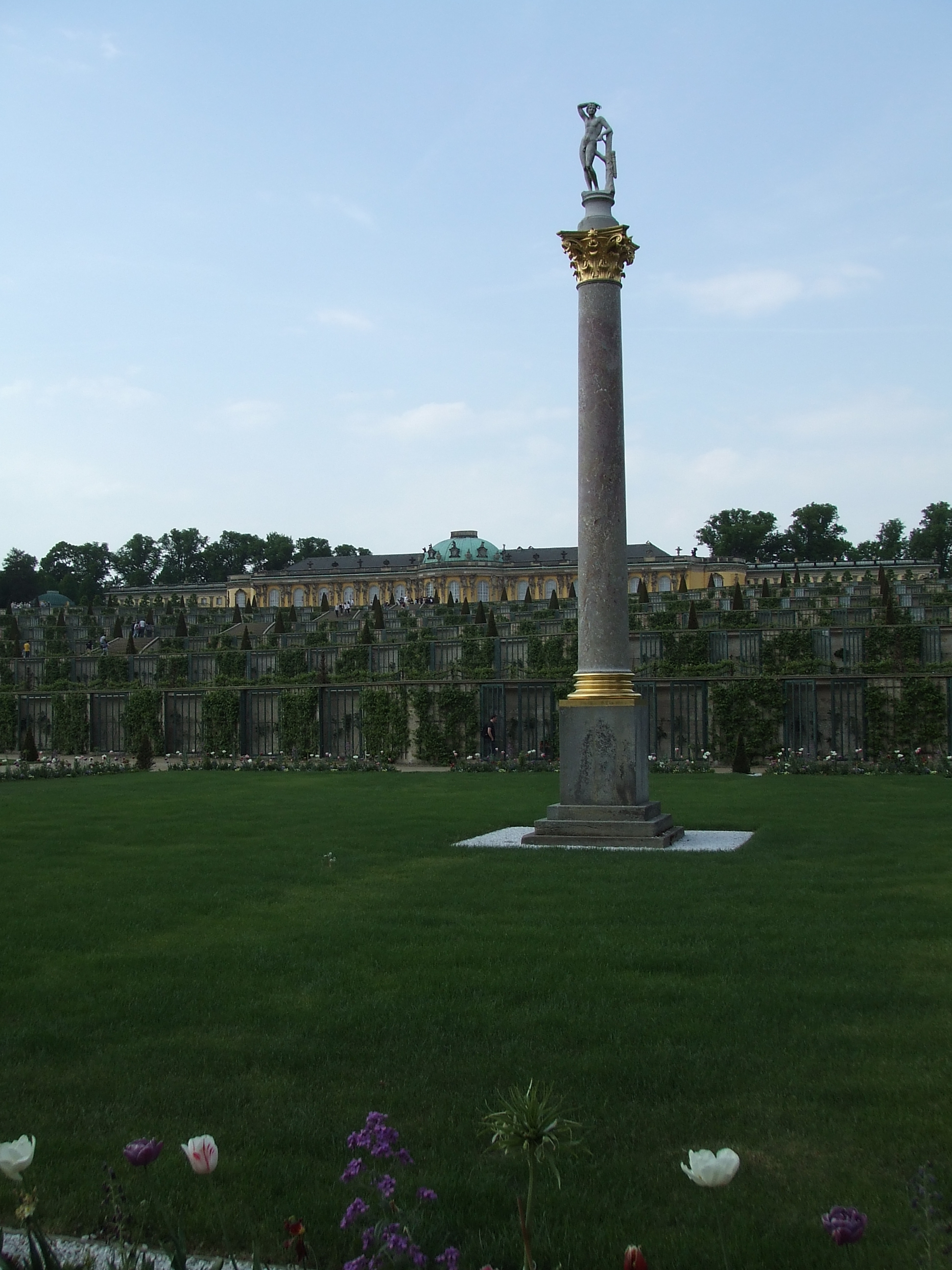
Une des deux colonnes des jardins.
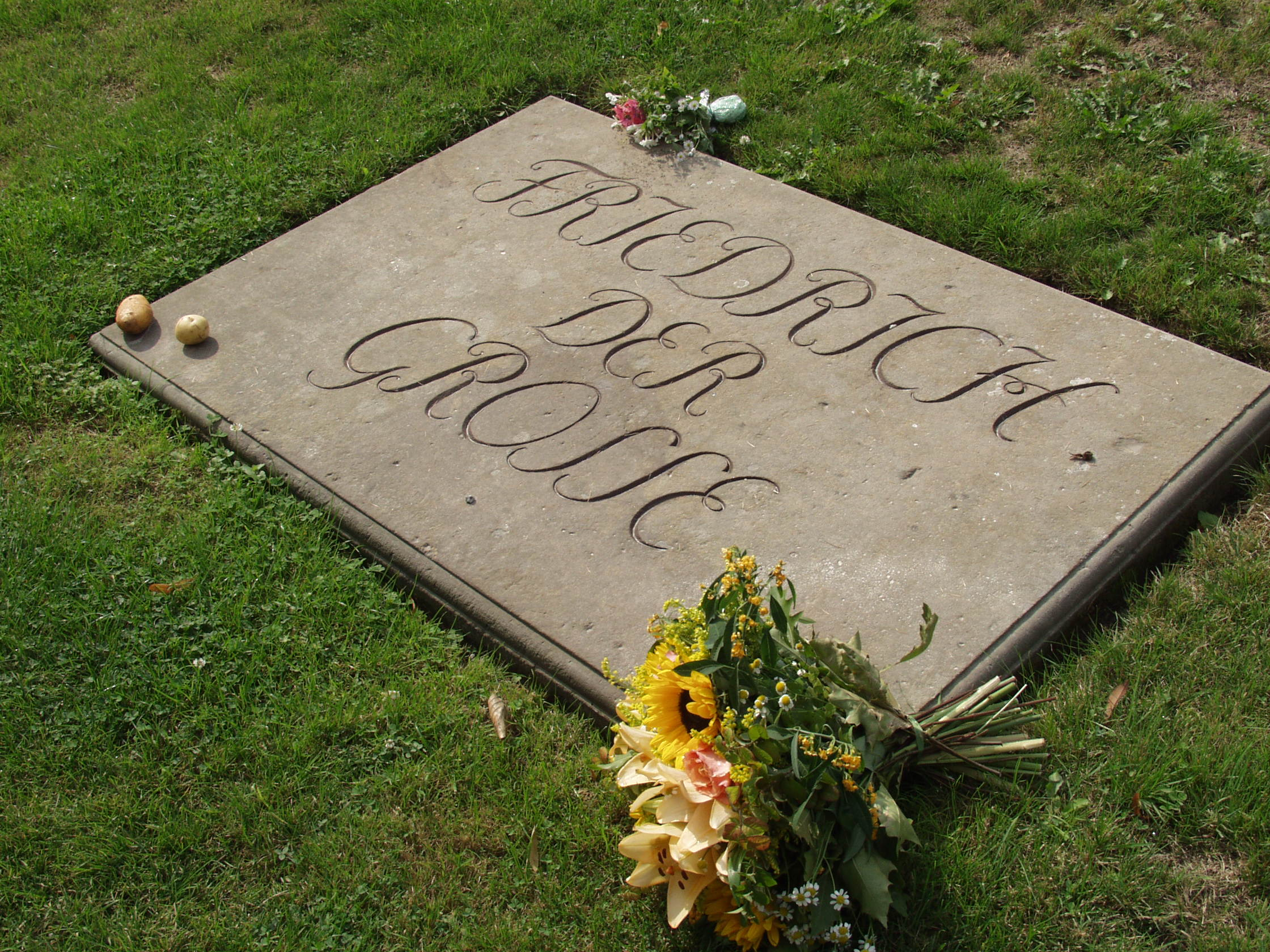
La tombe de Frédéric le Grand sur la terrasse supérieure.
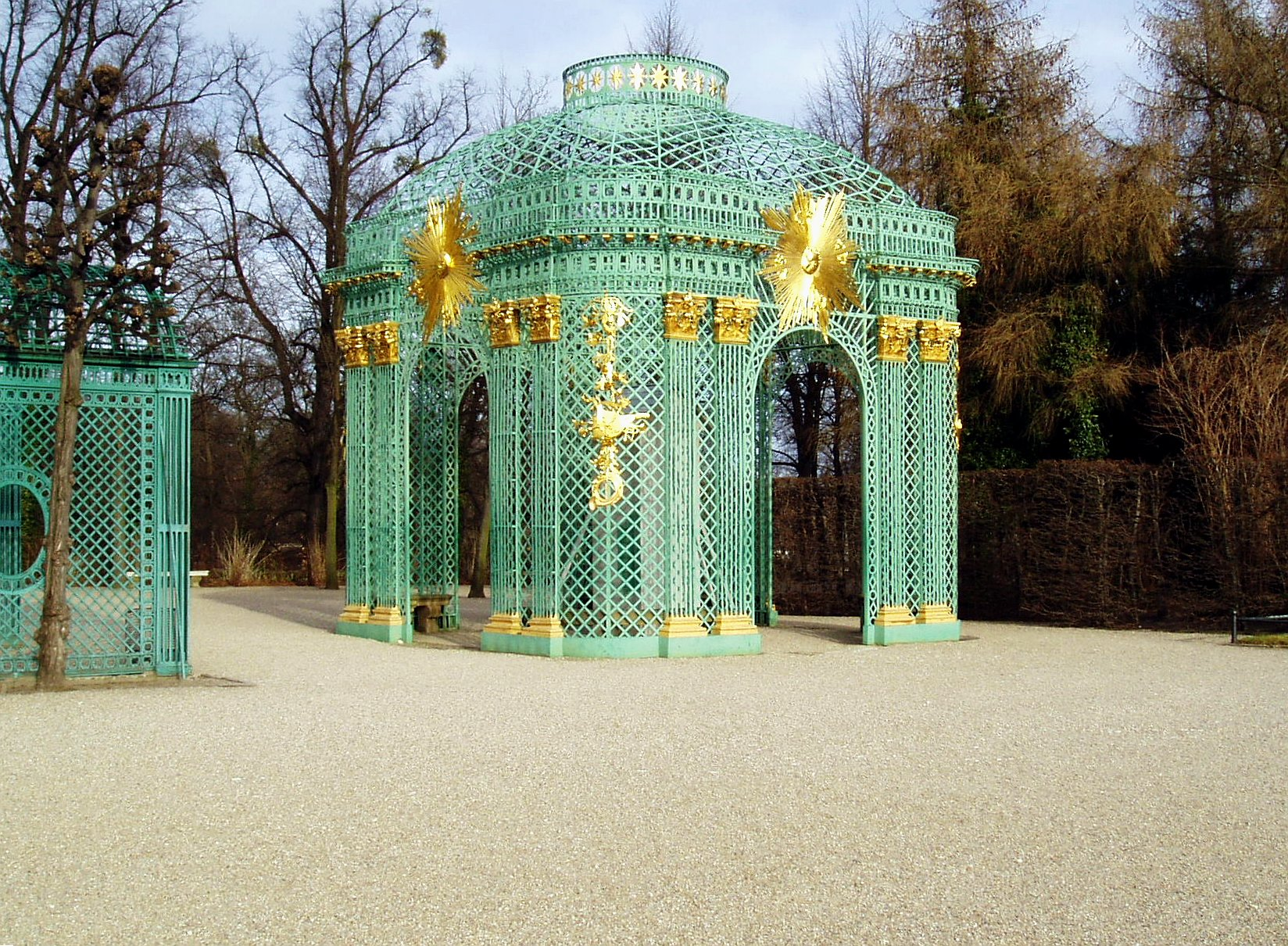
Une gloriette en treillis.

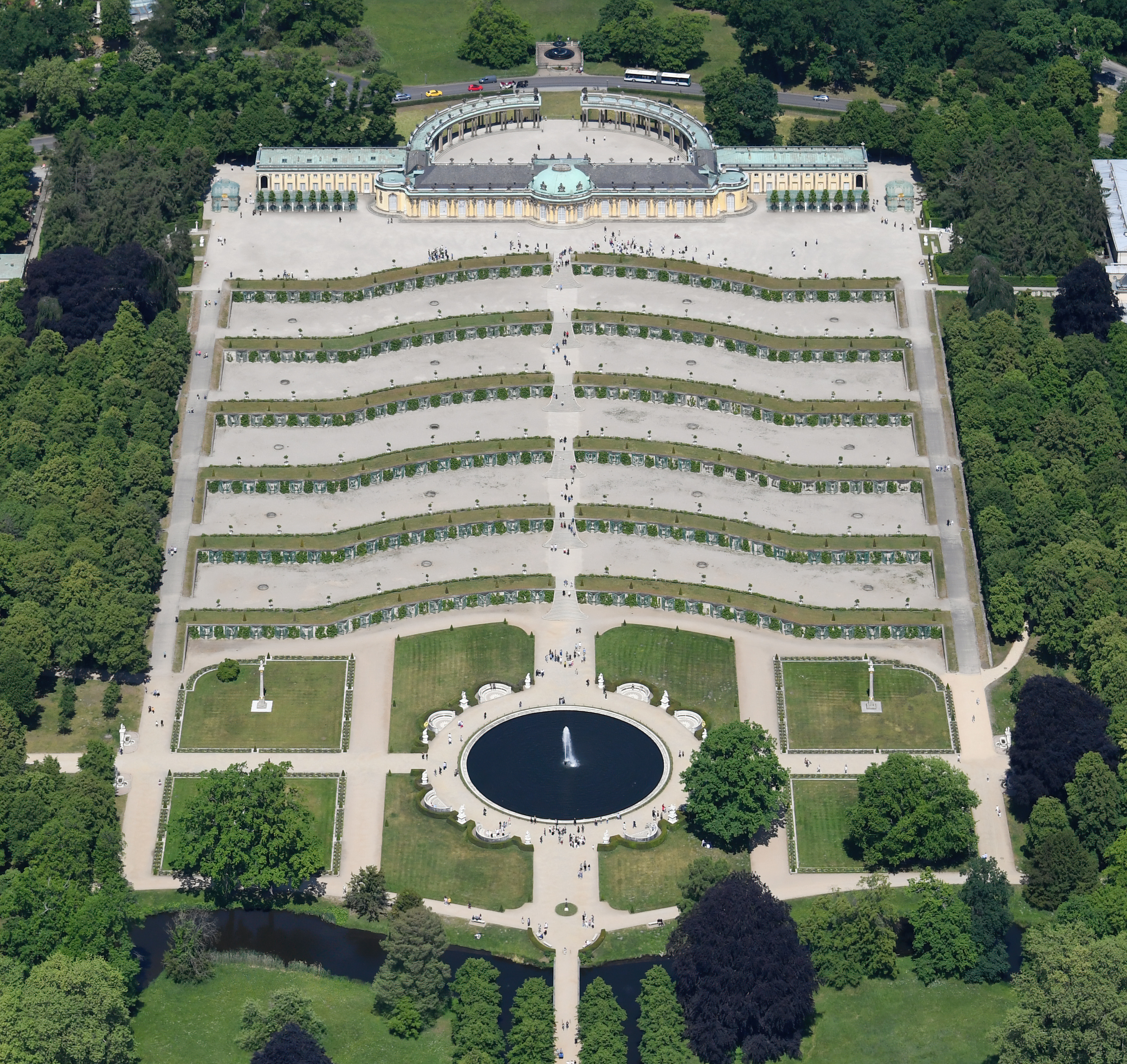
Vue aérienne des terrasses

Le 10 août 1744, Frédéric ordonne que le coteau soit transformé en une vigne terrassée. Trois larges terrasses sont alors créées avec une forme d'arbalète convexe pour maximiser l'apport du soleil (voir plan). Des plants de vignes dont les cépages sont issus du Portugal, d'Italie, de France et du Neuruppin voisin y sont plantées sur treilles alors que des figuiers sont mis en terre dans les 168 niches protégées de parois vitrées pour bénéficier d'un effet de serre.
Les parterres des terrasses sont couverts de gazon cloutés d'ifs et gansés de buis noirs. Un escalier de 120 marches sépare les terrasses en deux parties symétriques et permettent d'accéder au parc depuis le palais.
Au pied du coteau, à partir de 1745, un jardin à la française aux formes géométriques prend Versailles pour modèle. La Grande Fontaine y est construite en son centre en 1748. Frédéric ne vit jamais de son vivant les eaux du jet s'élever dans l'air en dépit des efforts aussi constants qu'infructueux de ses ingénieurs en hydraulique. À partir de 1750, des statues de marbre sont placées autour du bassin de la fontaine. Là encore, la mythologie et Versailles servent d'inspiration : on reconnaîtra les figures de Vénus, Mercure, Apollon, Diane, Junon, Jupiter, Mars et Minerve, la représentation allégorique des quatre éléments, le feu, l'air, l'eau et la terre.

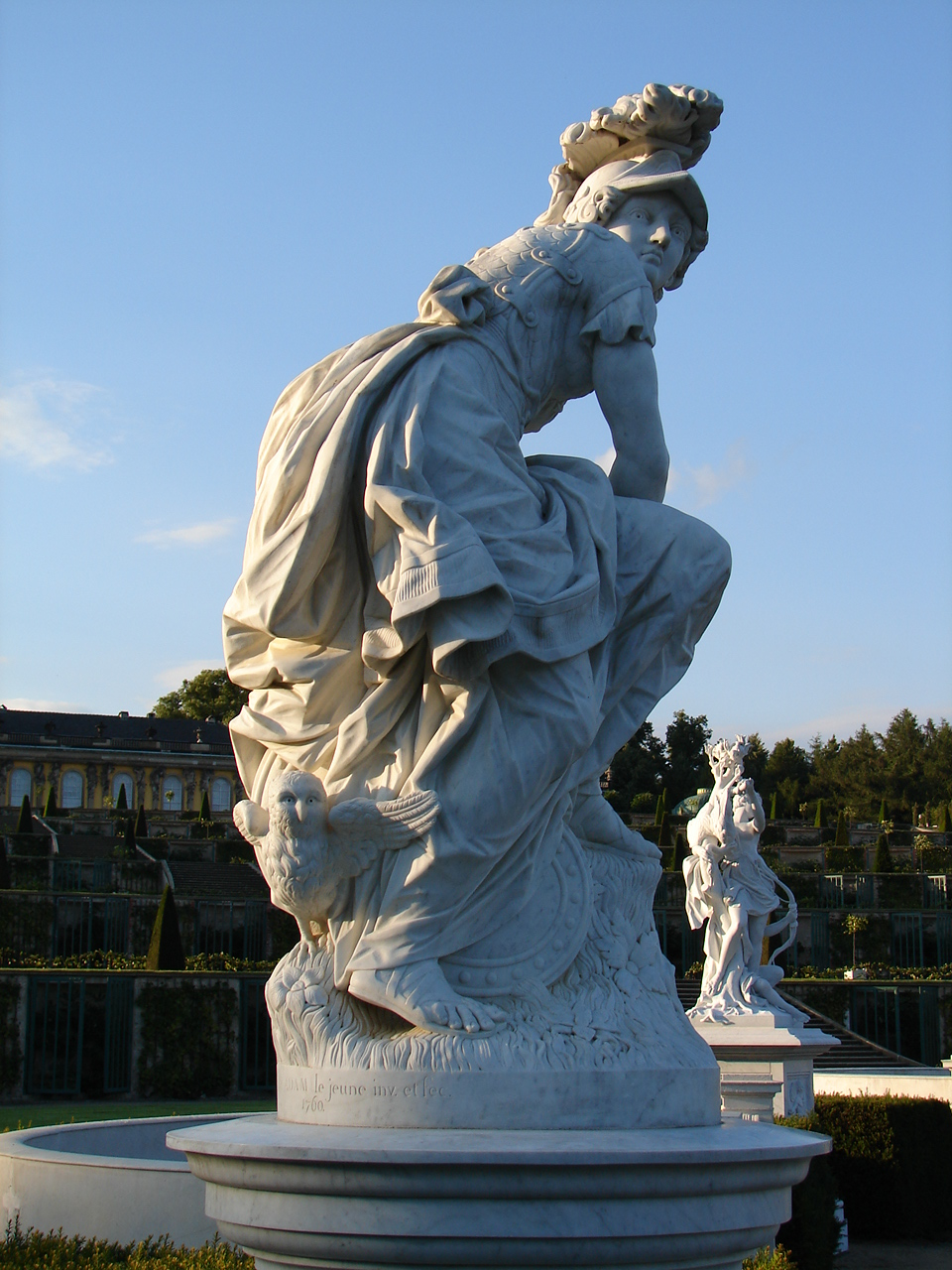
Minerve, Athéna

Vénus et Mercure sont l'œuvre du sculpteur Jean-Baptiste Pigalle alors que deux groupes, la chasse et la pêche représentant allégoriquement l'air et l'eau, par Lambert Sigisbert Adam, sont un cadeau du propriétaire de Versailles, Louis XV à celui de Sanssouci.
- La Chasse, dit aussi Diane chasseresse (1749), marbre

- La Pêche (1739 - 1749), marbre

Les autres statues, pour leur part, proviennent de l'atelier du frère cadet de Lambert Sigisbert Adam, François Gaspard Adam, célèbre et actif à Berlin. En 1764, le Rondeau français, comme on l'appelle dès lors, était achevé.
Non loin, on trouve la cuisine-jardin que Frédéric-Guillaume Ier avait installée quelque temps auparavant en 1715. Le roi-sergent avait ironiquement appelé ce simple jardin « mon Marly » en référence au jardin assez semblable de la résidence d'été de Louis XIV, Marly-le-Roi.
En établissant son projet de palais d'été, Frédéric II pris soin de joindre l'utile à l'agréable en liant le jardin ornemental et l'horticulture - c'est le dessein de Sanssouci que de prouver que l'art et la nature sont inséparables.

## Le parc

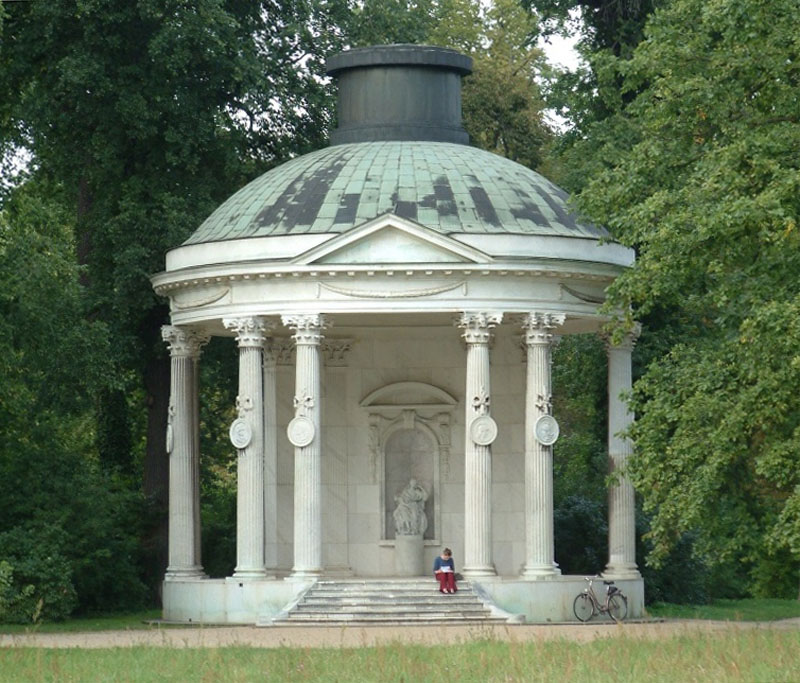
Le temple de l'amitié : construit au sud de l'avenue principale entre 1768 et 1770 par Carl von Gontard en mémoire de la Margravine Wilhelmine de Bayreuth, sœur du roi

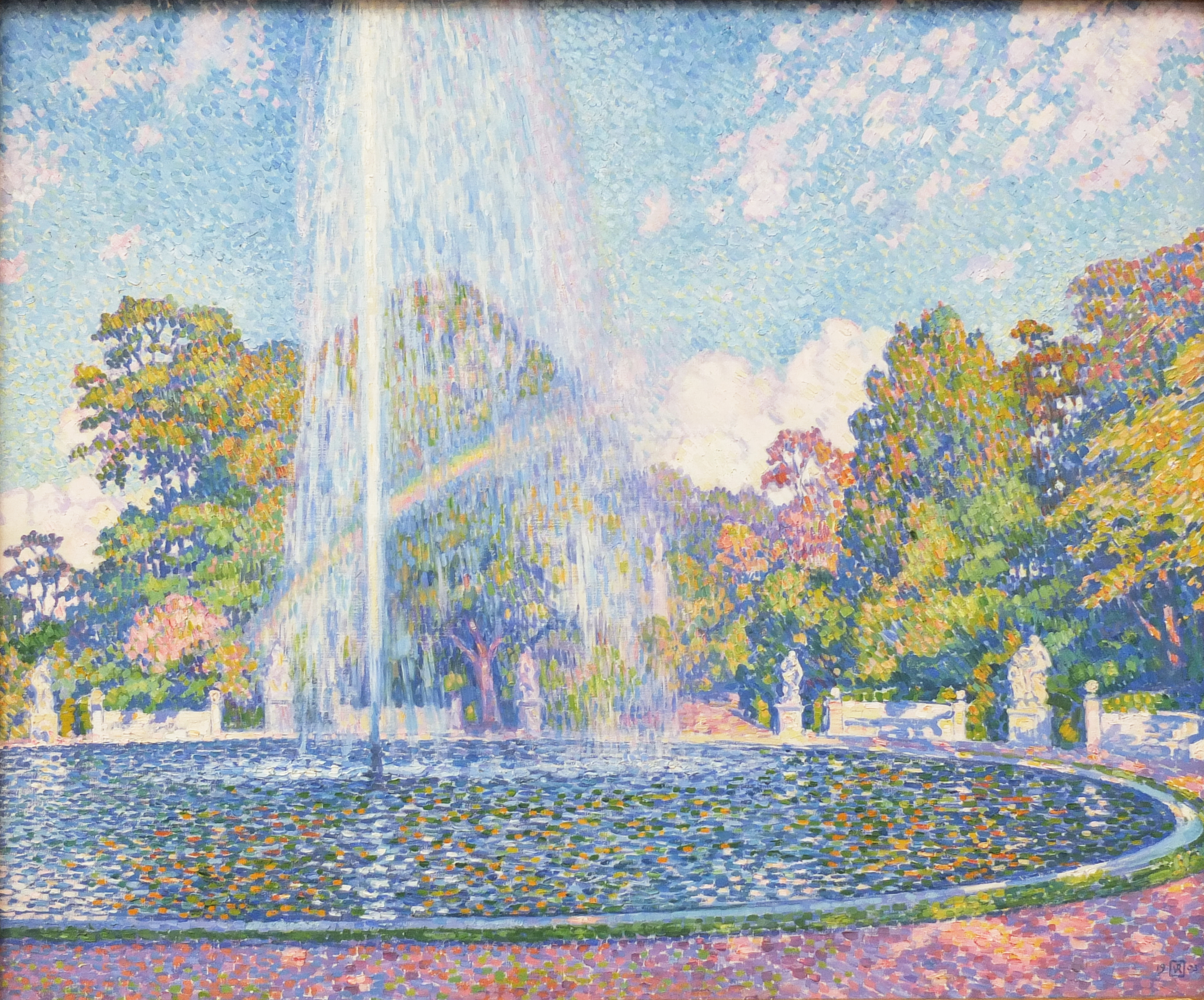
Fontaine dans le parc de Sanssouci près de Potsdam
Théo Van Rysselberghe, 1903
Neue Pinakothek, Munich

Une fois les jardins en terrasse achevés, Frédéric tourne son attention sur le paysage environnant et entreprend ce qu'il a déjà fait à Rheinsberg, perpendiculairement à l'axe du palais de Sanssouci et des terrasses, il dessine une allée rectiligne qui s'étend sur 2,5 km de long, délimité à l'est par un obélisque érigé en 1748 et, à l'ouest, par le Nouveau Palais dont la construction est entreprise en 1763.
Le parc prolonge le thème horticole du jardin et se voit orné de trois mille arbres fruitiers dont des orangers, ananas, pêchers et autres bananiers sortis à la belle saison du château de l'Orangerie. La statuaire n'est pas en reste, qui célèbre Flore, Vertumne et Pomone.
Frédéric fait également construire plusieurs « folies », temples ou maisons d'agrément, en partie pour suppléer au manque d'espace à l'intérieur du palais et pour pouvoir loger d'autres visiteurs et courtisans, en partie en succombant à la mode du temps qui si elle se veut champêtre, l'est à nos yeux de manière un peu artificielle et totalement mondaine.

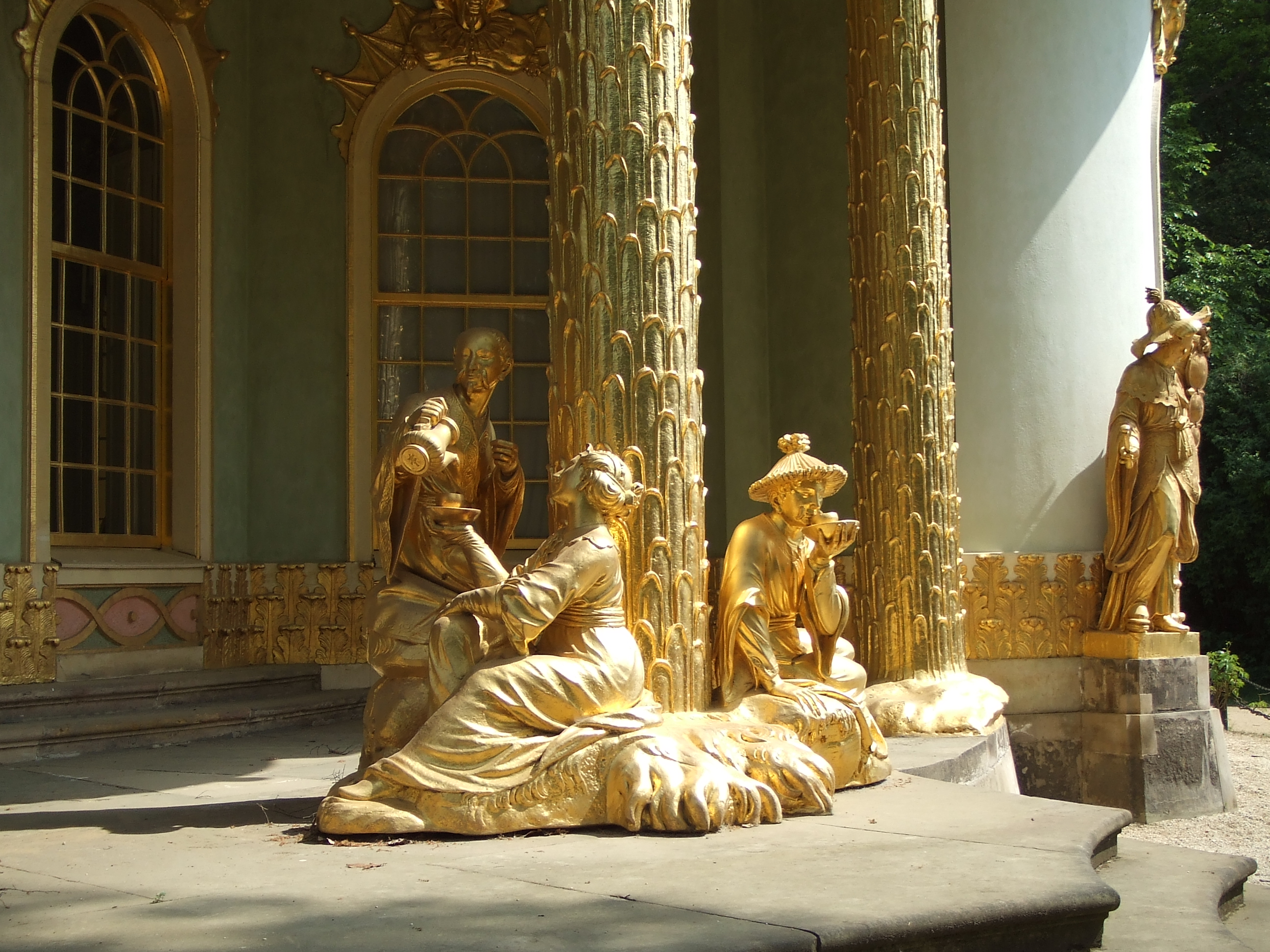
Exemple de statues dorées qui entourent le pavillon chinois.

Frédéric II investit a fonds perdus et en vain pour installer un système hydraulique destiné à alimenter les fontaines de Sanssouci et ainsi imiter (ou dépasser) les autres résidences royales d'Europe. Mais l'hydraulique n'en est alors qu'au stade de l'enfance et en dépit de réservoirs et de stations de pompage, les fontaines du parc sont restées silencieuses pour encore un siècle. C'est l'invention de la machine à vapeur qui a résolu le problème et alimenté les réservoirs et les fontaines.

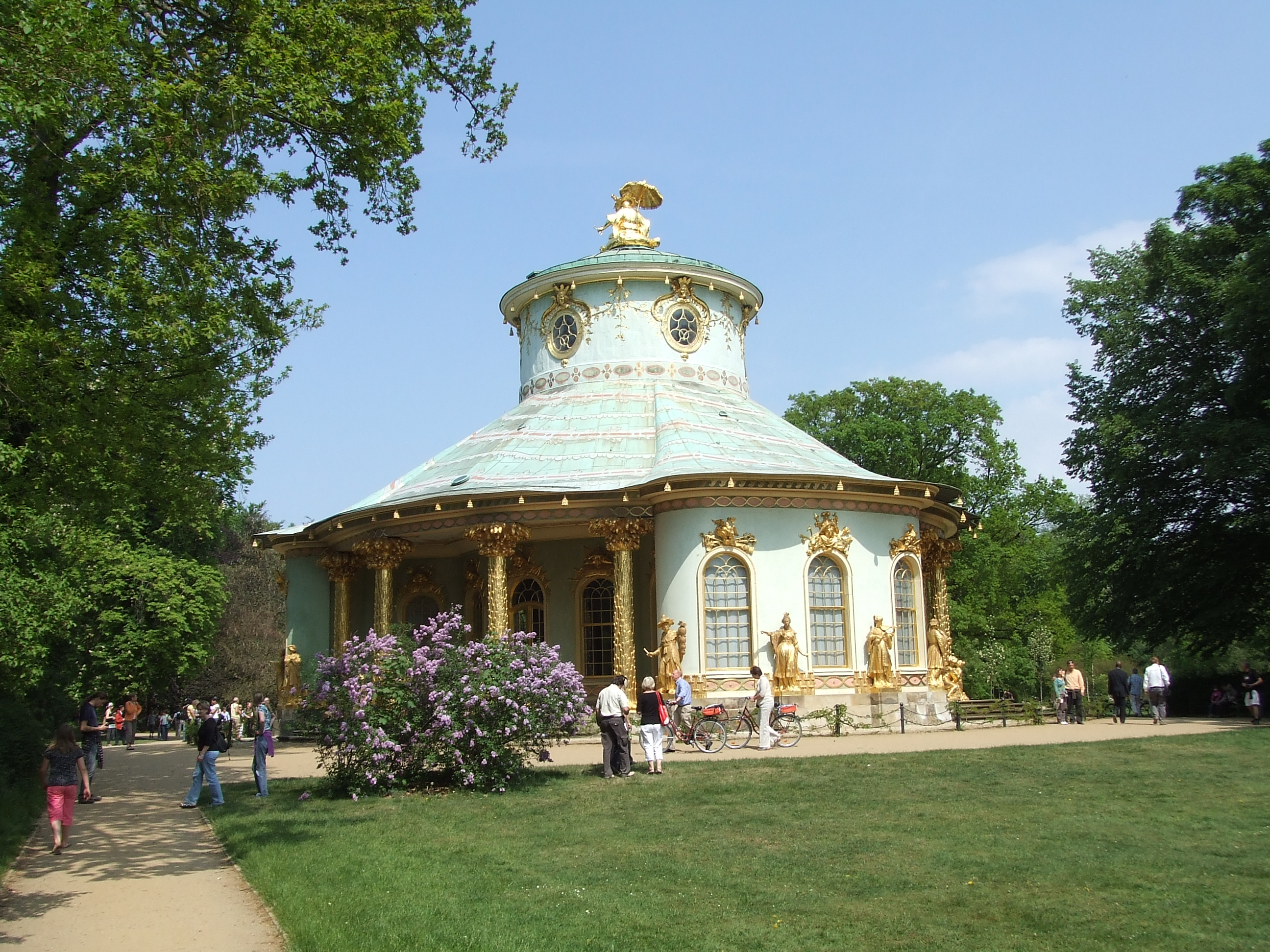
Le pavillon chinois dessiné par Johann Gottfried Büring entre 1755 et 1764 - typique des chinoiseries de l'époque mélangeant le rococo aux éléments architecturaux venus d'Orient

À partir de 1842, la famille royale prussienne peut enfin admirer la Grande Fontaine, telle que l'avait voulu Frédéric, projetant ses eaux à 38 mètres de hauteur sous les gradins des terrasses viticoles. La station de pompage devient une « fabrique » exotique parmi d'autres dans le paysage du parc, déguisée en mosquée ottomane dont le minaret cache la cheminée.
Frédéric-Guillaume III et, plus tard, Frédéric-Guillaume IV étendent le parc avec l'aide de leurs architectes, Karl Friedrich Schinkel et Ludwig Persius qui y ajoutent le palais de Charlottenhof à l'emplacement d'une ancienne ferme et les bains romains. De larges prés, de près de 300 ha, créent des perspectives visuelles qui lient Charlottenhof au Nouveau Palais, elles sont l'œuvre de Peter Joseph Lenné, le plus talentueux paysagiste de Prusse, et intègrent les folies de Frédéric comme le temple de l'amitié qu'il dédie à sa sœur Wilhelmine, margravine de Bayreuth.

## Sanssouci démocratique

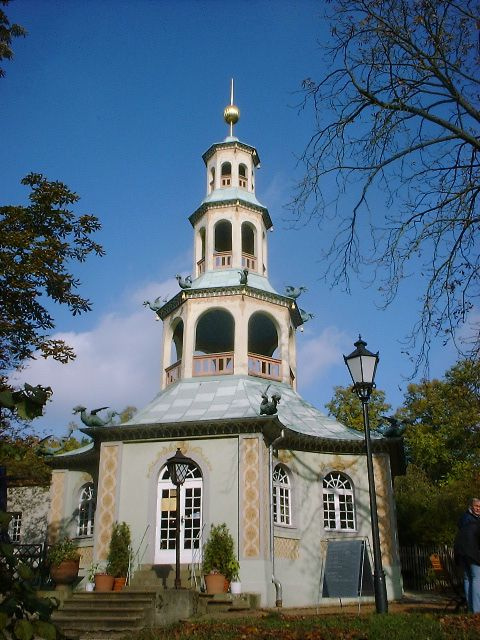
La Maison du Dragon est construite entre 1770 et 1772 dans le style des chinoiseries au nord du parc.

Après la Première Guerre mondiale, au 1er avril 1927, l'ensemble de Sanssouci, du Nouveau Palais et des parc et jardin attenants passent sous l'administration du Verwaltung der Staatlichen Schlösser und Gärten (Administration des palais et jardins nationaux).
Quand les raids aériens de la Seconde Guerre mondiale sur Berlin commencent, les œuvres d'art des anciens palais impériaux sont transférées en lieu sûr à Rheinsberg dans le Brandebourg et à Bernterode en Thuringe. En dépit de féroces combats à proximité, le palais de Sanssouci n'est pas abîmé à l'exception du Moulin à Vent, l'une des « fabriques » du parc de Frédéric II.
Après-guerre, les objets entreposés à Rheinsberg sont pris comme dédommagement par les Russes et emportés en URSS. Ils ne seront que partiellement rendus à la RDA en 1958. Ce que les Américains trouvent à Bernterode est emmené tout d'abord à Wiesbaden où se trouve le Central Art Collecting Point (lieu de regroupement des œuvres d'art) et de là, en 1957, au château de Charlottenbourg à Berlin-Ouest.
Contrairement à d'autres monuments (comme le palais des rois de Prusse et empereurs allemands au centre de Berlin qui a été détruit en 1950), Sanssouci a été mis en valeur par le régime communiste. C'est même ce palais qui, en 1986, est choisi pour illustrer les billets de 5 DDM et c'est encore le gouvernement de la République démocratique allemande qui a entrepris de demander le classement de Sanssouci sur la Liste du patrimoine mondial de l'UNESCO, ce qui est fait en 1990 avec la citation suivante :
« Le palais et le parc de Sanssouci, souvent décrits comme le « Versailles prussien », représentent une synthèse des mouvements artistiques et de l'art de cour européen au XVIIIe siècle. Cet ensemble est un exemple unique de l'intégration de l'architecture et du paysage dans le cadre intellectuel des idées de l'État monarchique. »
Après la réunification de l'Allemagne, en dépit de nombreuses protestations, pour le 205e anniversaire de sa mort (le 17 août 1991), le cercueil de Frédéric est exposé sur un catafalque dans la cour d'honneur du palais de Sanssouci, recouvert d'un drapeau prussien et escorté par une garde d'honneur de la Bundeswehr. La dépouille avait été évacuée durant la Seconde guerre mondiale de l'église de la Garnison de Potsdam où le monarque reposait contrairement à ses dernières volontés. Après la tombée du jour, le corps est déposé, conformément à son testament, près de ses lévriers, sur la terrasse du vignoble du château, sans splendeur, sans pompe et de nuit.
La bibliothèque de Frédéric II est réintégrée au palais en 1992. Trente-six peintures le rejoignent également entre 1993 et 1995. C'est en 1995 également que la Fondation pour les palais et jardins prussiens de Berlin-Brandebourg voit le jour et dont l'objet est d'administrer et de mettre en valeur le patrimoine des anciens palais et châteaux impériaux de la région de Berlin, visités chaque année par plus de deux millions de touristes venus du monde entier.